# Базинген
Базинген (фр. Bazinghen) насеље је и општина у североисточној Француској у региону Север-Па д Кале, у департману Па де Кале која припада префектури Булоњ сир Мер.
По подацима из 2011. године у општини је живело 419 становника, а густина насељености је износила 31,74 становника/km². Општина се простире на површини од 13,2 km². Налази се на средњој надморској висини од 76 метара (максималној 122 m, а минималној 3 m).

## Демографија
| 1962. | 1968. | 1975. | 1982. | 1990. | 1999. | 2011. |
| ----- | ----- | ----- | ----- | ----- | ----- | ----- |
| 174   | 207   | 210   | 254   | 298   | 344   | 419   |

График промене броја становника у току последњих година